# Hydaburg
Hydaburg (Tlingit: Lawáak) ist ein Ort mit dem Status einer City in der Prince of Wales-Hyder Census Area in Alaska. Das U.S. Census Bureau hatte bei der Volkszählung 2020 eine Einwohnerzahl von 380 ermittelt.

## Geographie
Hydaburg befindet sich im Alaska Panhandle im Südosten Alaskas. Der Ort befindet sich an der Südwestküste von Prince of Wales Island. Hydaburg liegt 72 km westsüdwestlich von Ketchikan. Der Ort ist an das Straßennetz von Prince of Wales Island angebunden. Hydaburg verfügt über einen Landeplatz für Wasserflugzeuge.

## Geschichte
Die Gemeinde Hydaburg entstand 1912 durch die Zusammenlegung der Dörfer Klinkwan und Kowkan. 
Hydaburg wurde 1927 eine „City“. Heute lebt die Gemeinde hauptsächlich von Subsistenzwirtschaft (Jagd und Fischfang) und traditionellem Kunsthandwerk. In Hydaburg gibt es einen Totem-Park.

## Demografie
Zum Zeitpunkt der Volkszählung im Jahre 2020 (U.S. Census 2020) hatte Hydaburg 380 Einwohner auf einer Landfläche von 0,76 km². Von den Einwohnern waren 27 Weiße, 2 afrikanisch-amerikanischer, 318 amerikanisch-indianischer Abstammung sowie ein Asiate. Beim Zensus im Jahr 2000 wurden 382 Einwohner gezählt, 2010 waren es 376. 